# Dina (isola)

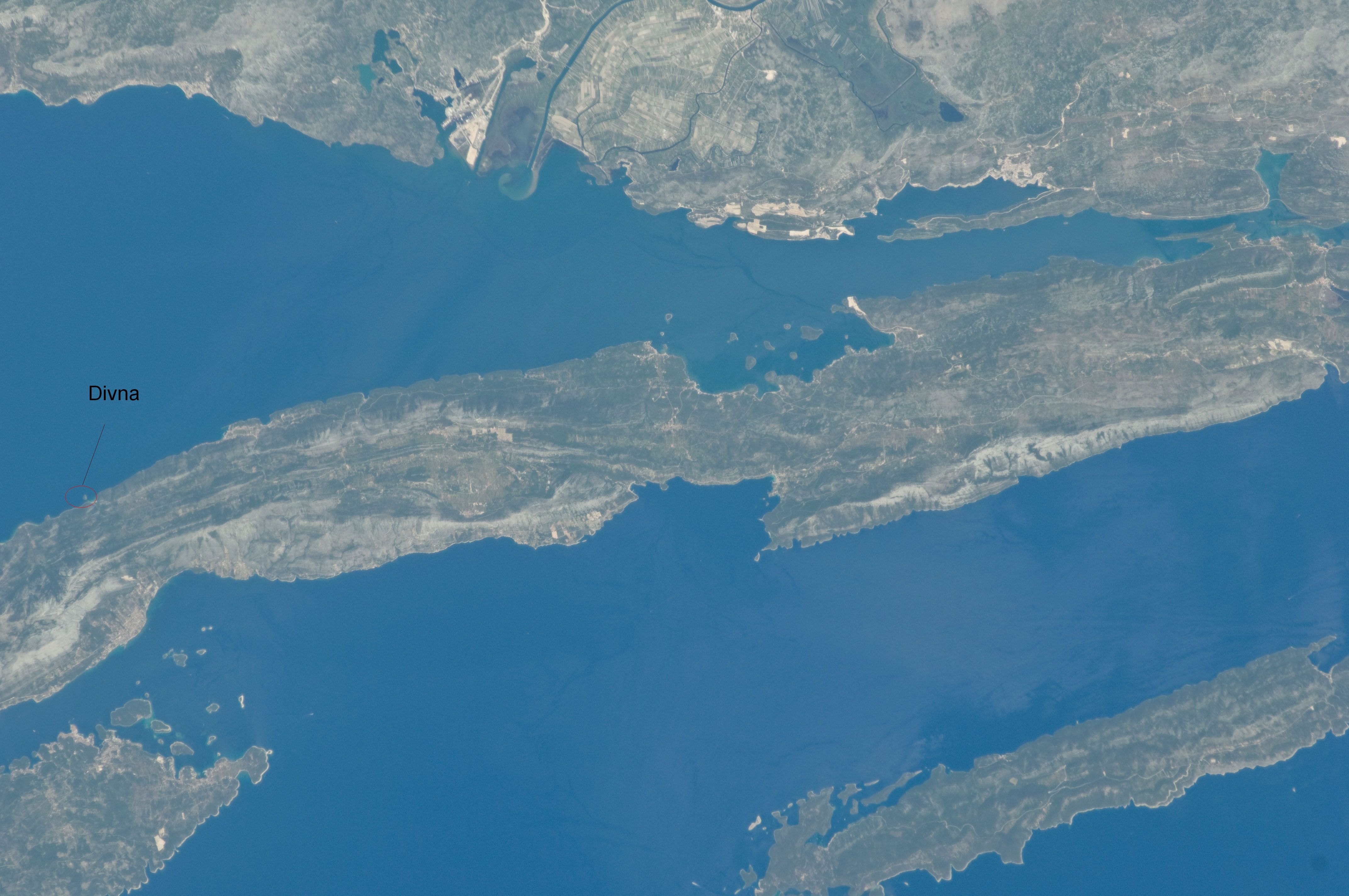
Posizione di Dina in una foto satellitare

Dina o Dimna (in croato Divna) è un isolotto della Dalmazia meridionale, in Croazia, adiacente alla penisola di Sabbioncello. Amministrativamente appartiene al comune della città di Trappano, nella regione raguseo-narentana.
Dina è situata vicino alla costa nord-ovest di Sabbioncello, nelle acque del canale della Narenta (Neretljanski kanal), circa 2,3 km a est di punta Duba (rt Duba). L'isolotto ha una superficie di 0,016 km², la sua costa è lunga 0,48 km, l'altezza è di 29 m. La sua distanza dalla costa è di circa 70 m.

### Cartografia
- (HR) Mappa topografica della Croazia 1:25000, su preglednik.arkod.hr. URL consultato il 12 febbraio 2017.
- Carta di cabottaggio del mare Adriatico, foglio XI, Milano, Istituto geografico militare, 1822-1824. URL consultato il 13 settembre 2017 (archiviato dall'url originale il 13 aprile 2013).